# Щербина Костянтин Мойсейович
Костянтин Мойсейович Щербина (14 липня 1864 — 29 серпня 1946) — український математик, перший ректор Київського інституту народної освіти.

## Біографія
К. М. Щербина народився 14 липня 1864 року в м. Прилуки на Полтавщині.
Закінчив Київський Імператорський Університет Святого Володимира (1888) із ступенем магістра фізико-математичних наук, який було присвоєно за твір «Основи символічного числення».
Був організатором і першим директором Київського вчительського інституту (1909—1919 рр.) та першим ректором Київського інституту народної освіти (1920 р.).
З жовтня 1920 року викладав в Одеському інституті народної освіти, а з 1921 року завідував кафедрою методики математики. Професор з 1922 року.
В 1930—1933 роках викладав математику в Одеському інституті соціального виховання.
В 1933—1938 роках працював на кафедрі педагогіки Одеського державного університету.
Автор понад 30 праць, головним чином з методики викладання математики.
Помер 28 серпня 1946 року.

## Праці
- Математика в русской средней школе. Обзор работ и мыслей по вопросу улучшения программ по математике в средней школе за последние девять лет (1899—1907). — К., 1908. — 520 с.
- Терминология в элементарном курсе математики. — Одесса, 1923. — 32 с.
- Наочне приладдя з математики в початковій і середній школі. — К.: Радянська школа, 1938. — 112 с.
- Критический обзор программы средней школы по математике// Математика и физика в школе. — 1938. — № 2. — С. 73 — 81. https://web.archive.org/web/20190225223936/https://sheba.spb.ru/shkola/matematika-vshkole.htm
- Математические кружки в средней школе// Математика в школе. — 1940. — № 3. — С. 38 — 47. https://web.archive.org/web/20190225223936/https://sheba.spb.ru/shkola/matematika-vshkole.htm

## Родина
- Брат: Щербина Олександр Мойсейович — філософ, професор.